# ندای وظیفه: جنگاوری نوین ۳ (بازی ویدئویی ۲۰۲۳)
ندای وظیفه: جنگاوری نوین ۳ (انگلیسی: Call of Duty: Modern Warfare III) بازی ویدئویی تیراندازی اول شخص است که به‌وسیلهٔ اسلج‌همر گیمز توسعه یافته و توسط اکتیویژن عرضه شد. این بیستمین بازی در مجموعهٔ ندای وظیفه و سومین مدخل از زیرمجموعهٔ بازراه‌اندازی‌شدهٔ جنگاوری نوین است که دنباله‌ای بر جنگاوری نوین ۲ در سال ۲۰۲۲ به‌شمار می‌رود.
در این بازی میتوان مرحله های مخفی جنگ های تن به تن و گروهی را با گرافیک بالا تجربه کرد،همچنین میتوان این بازی را به صورت آفلاین و آنلاین بازی کرد
این بازی در ۱۰ نوامبر ۲۰۲۳ برای پلی‌استیشن ۵، پلی‌استیشن ۴، ایکس‌باکس سری اکس و سری اس، ایکس‌باکس وان و ویندوز منتشر شد.
این بازی سبک تیر اندازی اول شخص است و حالت های زامبی و مولتی پلیر نیز در این بازی وجود دارد
جنگاوری نوین ۳ در ۷ اوت ۲۰۲۳ با یک تیزر کوتاه رسماً رونمایی شد و در ۱۷ اوت، از روندبازی آن در طی یک جریان درون بازی وارزون ۲ رونمایی شد. یک تریلر کامل از یکی از مراحل بازی در نمایش گیمزکام سال ۲۰۲۳ پخش شد. نظر منتقدان به این بازی، به‌طور کلی منفی بود.

## روندبازی
روندبازی جنگاوری نوین ۳ به‌طور کلی مشابه با ندای‌وظیفه: جنگاوری نوین ۲ سال ۲۰۲۲ است.
ندای‌وظیفه: جنگاوری نوین ۳ یک بازی تیراندازی اول شخص است که در بخش داستانی آن، مأموریت‌های مختلفی برای انجام‌دادن وجود خواهد داشت و با پیشرفت در مأموریت‌ها، داستان بازی جلو خواهد رفت. در بخش داستانی، یک سیستم اضافه شده‌است که «مأموریت‌های مبارزٔ باز» (Open-combat Missions) نام دارد و اجازه می‌دهد که بازیکنان با روش‌های مختلفی یک مرحله را به پایان برسانند؛ برای مثال «مخفی‌کاری» یا «پرسروصدا». تمرکز بازی روی شناکردن در بخش داستانی بیشتر شده‌است. همچنین بازی شامل یک حالت زامبی جهان باز خواهد بود که در آن بازیکنان باید بقاء کنند و با کشتن زامبی‌ها، به امتیاز دست خواهند یافت که به‌وسیلهٔ آن می‌توانند وسیله‌هایشان را ارتقاء دهند یا بخرند. این بخش زامبی، «بزرگ‌ترین بخش زامبی سری ندای وظیفه» خوانده می‌شود. شایان‌ذکر است از زمان انتشار ندای وظیفه: ونگارد در ۵ نوامبر ۲۰۲۱، این سری بخش زامبی را پشت سر گذاشته‌است.
بخش چندنفرهٔ بازی قابلیت «نقطهٔ سرخ» را برگردادنده‌است که دشمنانی که از خود جلب توجه می‌کنند را با یک نقطهٔ قرمز در نقشهٔ کوچک پایین تصویر مشخص می‌کند. همچنین نقشهٔ کوچک کلاسیک سری ندای وظیفه نیز در این بازی اضافه شده‌است. یکی از مشکلات جنگاوری نوین ۲ که نبود ویژگی Slide-canceling مناسب بود نیز برطرف شده‌است و جنگاوری نوین ۳ و وارزون شاهد اسلاید طولانی‌تری خواهد بود. از سوی دیگر، بازیکنان با پوشیدن وسایل مختلف، قدرت‌های مختلفی به‌دست می‌آورند مانند مخفی‌کاری در چکمه‌ها.
با قابلیتی به‌نام «انتقال» (Carry-over)، محتویات بازیکنان مانند پوسته‌ها، سلاح‌ها، قابلیت‌ها، پیشرفت‌ها و اپراتورهایی که در جنگاوری نوین ۲ باز کرده‌اند بدون هیچ‌مشکلی به جنگاوری نوین ۳ منتقل خواهد شد.

## داستان
داستان جنگاوری نوین ۳ حول مبارزهٔ گروه وظیفهٔ ۱۴۱ و گروه بین‌المللی کُنی است که به‌رهبری ولادیمیر ماکاروف (با بازی جولیان کاستوف) قصد حمله به نقاط مهم دنیا را دارند. نیروی وظیفهٔ ۱۴۱ شامل کاپیتان سرویس هوایی ویژه، جاناتان پرایس (با بازی بری اسلوآنه)، سرجوخه جانی سوپ مک‌تاویش (با بازی نیل الیس)، سرجوخه کایل گَز گریک (با بازی الیوت نایت) و ستوان سایمون گوست رایلی (با بازی ساموئل روکین) می‌شود. شخصیت‌هایی از بازی‌های قبلی نیز بازگشته‌اند که از آن‌ها می‌توان به فرح احمد کریم (با بازی کلادیا دونمیت) و الکس کِلِر (با بازی چاد مایکل کالینز) اشاره کرد. نمایش‌های بازی تأیید می‌کنند که یک مأموریت با شباهت به روسی ممنوع در جنگاوری نوین ۲ وجود خواهد داشت.

## توسعه
در اوایل سال ۲۰۲۳، شایعاتی به‌گوش می‌رسید که خبر از ساخت یک بازی جدید سری ندای وظیفه می‌داد؛ صحبت‌هایی حول یک بسته الحاقی برای ندای وظیفه: جنگاوری نوین ۲ به‌گوش می‌رسید که نقشه‌های جنگاوری نوین ۲ سال ۲۰۰۹ و جنگاوری نوین ۳ سال ۲۰۱۱ به‌صورت بازسازی گرافیکی را شامل می‌شد و یک بخش‌داستانی برای ادامه‌دادن به داستان بازی سال ۲۰۲۲ را نیز شامل می‌شد. در ماه فوریه، اکتیویژن وجود یک بازی کامل از سری ندای وظیفه را برای انتشار در پاییز ۲۰۲۳ تأیید کرد. در اواسط ماه مه، یکی از رسانه‌های افشاگر تأیید کرد که بازی سال ۲۰۲۳ ندای وظیفه، جنگاوری نوین ۳ نام خواهد گرفت که دنباله‌ای مستقیم خواهد بود بر داستان بازی دوم که در سال ۲۰۲۲ منتشر شد. پس از افشای یک تصویر از پوستر بازی، شبکه‌های اجتماعی ندای‌وظیفه به این تصویر با یک توئیت واکنش نشان دادند. اولین تیزر بازی در هفتم اوت ۲۰۲۳ منتشر شد که لوگوی بازی را تأیید و شامل صحبت‌های کاپیتان پرایس در اواخر بازی قبلی می‌شد. در نهم آگوست، تریلری لایو اکشن از شخصیت ماکاروف منتشر شد که رونمایی رسمی بازی را ۱۷ آگوست نشان‌گذاری کرده‌بود. در طی رویدادی درون‌بازی در ندای وظیفه: وارزون ۲٫۰، اولین تریلر از روندبازی جنگاوری نوین ۳ منتشر شد. سکوهای بازی هم پلی‌استیشن ۵، پلی‌استیشن ۴، ایکس‌باکس سری اکس و سری اس، ایکس‌باکس وان و مایکروسافت ویندوز اعلام شد. یک نسخه آزمایشی نیز برای ماه اکتبر در نظر گرفته شده‌است و یک دسترسی زودتر برای بخش‌داستانی نیز برای کسانی که بازی را پیش‌خرید کرده‌اند در نظر گرفته شده‌است. بازی شامل نسخه‌ای ارزشمندتر به‌نام طاق می‌شود که محتویات بیشتری نسبت به نسخه پایه را شامل می‌شود.